# Ismaël Doukouré
Ismaël Doukouré (* 24. Juli 2003 in Lille) ist ein französischer Fußballspieler. Zurzeit steht er beim Erstligisten Racing Straßburg unter Vertrag.

## Karriere
Ismaël Doukouré begann mit dem Vereinsfußball bei Lille Wazemmes, einem Stadtteilverein in seiner Geburtsstadt Lille im Norden von Frankreich unweit der belgischen Grenze. Von dort wechselte er – über einen Umweg bei Iris Club de Lambersart im Vorort Lambersart – später in das Nachwuchsleistungszentrum des OSC Lille. Danach wechselte Doukouré in die Jugend vom FC Valenciennes, ungefähr 50 Kilometer von seiner bisherigen Wirkungsstätte entfernt. Am 2. Juli 2020 erhielt er beim Zweitligisten einen Profivertrag mit einer Laufzeit von über drei Jahren. Sein Profidebüt – Testspiele sind hierbei außen vor gelassen – gab Ismaël Doukouré am 17. Oktober 2020, als er im Alter von 17 Jahren beim torlosen Unentschieden am siebten Spieltag der Ligue 2 gegen den FC Sochaux in der Anfangsformation stand und dabei über die vollen 90 Minuten zum Einsatz kam. Trotz seines jungen Alters kam er seit dem 25. Spieltag regelmäßig zum Einsatz und wurde meist als Innenverteidiger eingesetzt. Hieraus ergab sich im September 2021 sein Debüt für die französische U-19-Nationalmannschaft. In der Saison 2021/22 verringerte sich die Einsatzzeit, weshalb er sich im Januar 2022 Racing Straßburg anschloss.